# Liste der Einträge im National Register of Historic Places im Noble County (Oklahoma)

Lage des Noble County in Oklahoma

Die Liste der Einträge im National Register of Historic Places im Noble County in Oklahoma führt alle Bauwerke und historischen Stätten im Noble County auf, die in das National Register of Historic Places aufgenommen wurden.

## Legende
| NRHP | Historic Place    |
| HD   | Historic District |

## Aktuelle Einträge
| [ 2 ] | Name                                           | Bild                                           | Eintragsdatum        | Lage                                                                                              | Ort                    | Beschreibung |
| ----- | ---------------------------------------------- | ---------------------------------------------- | -------------------- | ------------------------------------------------------------------------------------------------- | ---------------------- | ------------ |
| 1     | First National Bank and Trust Company Building | First National Bank and Trust Company Building | 1979 ID-Nr. 79002003 | 300 West 6th Street 36° 17′ 10″ N, 97° 17′ 7″ W                                                   | Perry                  |              |
| 2     | Morrison Baptist Church                        | Morrison Baptist Church                        | 1984 ID-Nr. 84003357 | 202 3rd Street 36° 17′ 55″ N, 97° 0′ 27″ W                                                        | Morrison               |              |
| 3     | Morrison Suspension Bridge                     |                                                | 1980 ID-Nr. 80003277 | Abseits des US 64 36° 18′ 30″ N, 96° 57′ 5″ W                                                     | östlich von Morrison   |              |
| 4     | Noble County Courthouse                        | Noble County Courthouse                        | 1984 ID-Nr. 84003361 | Courthouse Square 36° 17′ 12″ N, 97° 17′ 11″ W                                                    | Perry                  |              |
| 5     | Perry Armory                                   | Perry Armory                                   | 1988 ID-Nr. 88001362 | Delaware Street Ecke 14th Street 36° 17′ 13″ N, 97° 17′ 57″ W                                     | Perry                  |              |
| 6     | Perry Courthouse Square Historic District      | Perry Courthouse Square Historic District      | 2003 ID-Nr. 03000881 | Abgegrenzt durch Birch Street, Elm Street, 6th Street und 7th Street 36° 17′ 12″ N, 97° 17′ 11″ W | Perry                  |              |
| 7     | Perry Lake Park                                |                                                | 2007 ID-Nr. 07000523 | 1520 South 4th Street 36° 15′ 52,6″ N, 97° 16′ 32,8″ W                                            | Perry                  |              |
| 8     | Rein School                                    |                                                | 1988 ID-Nr. 88001361 | Abseits des US 177 36° 33′ 55″ N, 97° 4′ 7″ W                                                     | südlich von Ponca City |              |
| 9     | Renfrow Building                               |                                                | 1984 ID-Nr. 84003365 | 127 West Main Street 36° 31′ 42″ N, 97° 26′ 41″ W                                                 | Billings               |              |
| 10    | Renfrow House                                  | Renfrow House                                  | 1984 ID-Nr. 84003373 | Graves Street Ecke Broadway 36° 31′ 39″ N, 97° 26′ 43″ W                                          | Billings               |              |
| 11    | Sumner School                                  | Sumner School                                  | 1996 ID-Nr. 96000492 | County Road N3300 36° 19′ 6″ N, 97° 7′ 21″ W                                                      | Sumner                 |              |
| 12    | Wolleson-Nicewander Building                   | Wolleson-Nicewander Building                   | 1979 ID-Nr. 79002004 | 615 Delaware Street 36° 17′ 14″ N, 97° 17′ 10″ W                                                  | Perry                  |              |